# Ranuccio 2. Farnese af Parma
Rannucio 2. (17. september 1630 – 11. december 1694) var den sjette hertug af det lille hertugdømme Parma i Norditalien fra 1646 til 1694. Han tilhørte slægten Farnese og var søn af Hertug Odoardo 1. i hans ægteskab med Margherita de' Medici.